# 베이비 M
베이비 M(1986년 3월 27일 ~ )은 법적인 부모에 대한 재판(In re Baby M, 537 A.2d 1227, 109 N.J. 396 (N.J. 02/03/1988))에서 대상이 된 아이의 가명이다. 대리모 출산의 유효성에 대한 미국의 첫 재판 사례이다. 최종 판결에서 의뢰한 아버지와 대리모를 맡은 어머니가 법적인 부모가 되고, 의뢰한 아버지에게 양육권을 주고 대리모에게는 면접권을 주었다. 아이는 대리모에 의해 Sara Elizabeth Whitehead로 이름지어졌다가 의뢰한 아버지가 양육권을 가진 뒤 멜리사 스턴으로 이름 붙여졌다.

## 배경
1986년 미국에서 베이비 엠(Baby M) 사건을 보면 메어리 화이트헤드여사는 스턴씨 부부의 의뢰를 받아 1만 달러를 받고 아기를 낳아 주겠다고 계약했다. 대리모는 아기에 대한 어떤 권리를 포기하고 아기를 낳자마자 스턴 씨 부부에게 즉시 넘겨주기로 계약했다. 윌리엄 스턴씨의 정자를 받아 임신한 대리모는 임신 중 마음이 변하여 아기를 돌려주지 않겠다고 선언했고 결국 법정 싸움으로 갔는데, 엎치락 뒤치락 하다가 뉴저지주 대법원은 그 계약이 타당하지 못함을 선언했고 화이트헤드여사에게 어머니로서의 권리를 부여할 것을 인정했고, 비록 스턴씨 부부가 키우지만, 대리모도 아기를 만나고 볼 수 있는 권리를 가질 것으로 판결을 내렸다.

## 같이 보기
- 대리모